# Il super team di Sanjay
Il super team di Sanjay (Sanjay's Super Team) è un cortometraggio d'animazione del 2015, distribuito dalla Pixar Animation Studios. Diretto da Sanjay Patel e prodotto da Nicole Paradis Grindle, è stato proiettato per la prima volta al "Festival internazionale del film d'animazione di Annecy" il 15 giugno 2015 e ha accompagnato il film Il viaggio di Arlo, uscito il 25 novembre 2015.
Il cortometraggio è ispirato all'infanzia dello stesso direttore Patel, quando viveva il conflitto fra il mondo moderno e le tradizioni Indù che il padre cercava di insegnargli.

## Trama
Una didascalia iniziale afferma che il corto si basa su una storia (quasi) vera.
Un giovane ragazzo, Sanjay, sta guardando il cartone animato dei suoi supereroi preferiti, intitolato Super Team, mentre il padre sta cercando di meditare in un piccolo santuario indù nella stessa stanza. Ciascuno è infastidito dall'attività dell'altro, fino a quando il padre di Sanjay spegne il televisore e confisca al figlio l'action figure di un personaggio di Super Team, e lo fa partecipare alla preghiera. Sanjay recupera il giocattolo mentre suo padre è distratto, ma accidentalmente fa infiammare il mantello del giocattolo con la fiammella di una lampada ad olio. Con lo spegnersi del mantello e della lampada, Sanjay viene trasportato in un tempio con tre statue di pietra. Improvvisamente appare il dio Rāvaṇa, che comincia a rubare le armi delle statue, frantumandole. Sanjay utilizza il giocattolo per accendere la lampada gigante al centro della stanza, portando in vita le statue degli dei Visnù, Durgā e Hanumat. Gli dei cominciano a respingere gli attacchi di Rāvaṇa e a suonare le loro campane per sconfiggerlo, ma lui si vendica. Sanjay riconosce la lampada gigante come una campana capovolta, allora rompe il giocattolo su di essa per farla suonare molto forte, calmando così Rāvaṇa, che si allontana dal tempio. Sanjay riceve un nuovo giocattolo da Viṣṇu, ed anche la sua benedizione, per poi ritrovarsi di nuovo nel mondo reale, con il mantello del giocattolo ancora intatto. Il padre gli permette di continuare a guardare Super Team, e Sanjay lo sorprende con un disegno che mostra gli dei insieme agli eroi dei cartoni animati.
La storia si conclude con le immagini reali di Sanjay e di suo padre, dall'infanzia al giorno d'oggi.

## Premi
- 2016 - Annie Awards
  - Miglior cortometraggio d'animazione
- 2016 - Premi Oscar
  - Candidatura al miglior cortometraggio d'animazione